# غابرييل ساباتيني
غابرييل ساباتيني (بالإيطالية: Gabriele Sabatini)‏ هو لاعب كرة قدم إيطالي في مركز الوسط، ولد في 22 مارس 1976 في لا سبيتسيا في إيطاليا. لعب مع نادي بيزا.